# 雷绍康
雷绍康（1913年—1974年），中国人民解放军将领、中国人民解放军开国少将。
曾任中国人民解放军军事学院合同战术教授会主任。1955年，授予中国人民解放军少将。